# Estereoquímica

Un centro quiral es un átomo de carbono con cuatro sustituyentes distintos.

La estereoquímica es una parte de la química que toma como base el estudio de la distribución espacial de los átomos que componen las moléculas y el cómo afecta esto a las propiedades y reactividad de dichas moléculas. También se puede definir como el estudio de los isómeros: compuestos químicos con la misma fórmula molecular pero de diferentes fórmulas estructurales. Las diferencias relacionadas con la orientación espacial podrían ser intrascendentes, pero a menudo los estereoisómeros presentan propiedades físicas, químicas y biológicas notablemente distintas. Resulta de interés el estudio del benceno. 
La estereoquímica proporciona conocimientos para la química en general ya sea inorgánica, orgánica, biológica, fisicoquímica o química de polímeros. El descubrimiento de la estereoquímica fue uno de los avances más importantes de la teoría estructural de la química orgánica. La estereoquímica explicó por qué existen diversos tipos de isómeros, y obligó a los científicos a proponer el átomo de carbono tetraédrico.

## Historia
En 1815, la observación de la actividad óptica de Jean-Baptiste Biot marcó el comienzo de la historia de la estereoquímica orgánica. Observó que las moléculas orgánicas podían rotar el plano de la luz polarizada en una solución o en la fase gaseosa. A pesar de los descubrimientos de Biot, se considera a Louis Pasteur como el primer estereoquímico, por observar y describir la estereoquímica, quien, trabajando en 1849 con sales de ácido tartárico obtenidas de la producción de vino, observó que cristales de éstas se formaban y algunos de ellos rotaban el plano de la luz polarizada en dirección de las manecillas del reloj y otros en contra; sin embargo, ambos poseían las mismas propiedades físicas y químicas. Finalmente, un último estudio concluyó una diferencia, la rotación de la luz polarizada que atravesaba estos cristales era diferente en cada uno, además que la luz polarizada de otros cristales no rotaba. En 1874, Jacobus Henricus van 't Hoff y Joseph Le Bel explicaron la actividad óptica en términos de la disposición tetraédrica de los átomos unidos al carbono. Kekulé usó modelos tetraédricos a principios de 1862, pero nunca los publicó y  Emanuele Paternò, que probablemente conocía estos estudios,  fue el primero en dibujar y discutir estructuras tridimensionales, como el 1,2-dibromoetano en el Giornale di Scienze Naturali ed Economiche en 1869. Lord Kelvin introdujo el término "quiral" en 1904. Arthur Robertson Cushny, farmacólogo escocés, en 1908 ofreció por primera vez un ejemplo definitivo de una diferencia de bioactividad entre los enantiómeros de una molécula quiral; a saber, la (-)adrenalina es dos veces más potente que la forma (±) como vasoconstrictor y en 1926 sentó las bases de la farmacología quiral/estereofarmacología, (relaciones biológicas de sustancias ópticamente isoméricas). Posteriormente, en 1966, se ideó la nomenclatura Cahn-Ingold-Prelog o regla de secuencia para asignar una configuración absoluta al centro estereogénico/quiral (notación R y S) y se amplió para aplicarse a través de enlaces olefínicos (E- y Z-).

## Clasificación deIsómeros

Cuadro de clasificación de isómeros

- Isómeros estructurales: son moléculas con la misma fórmula molecular pero cuyos átomos están enlazados en diferente orden.
- Estereoisómeros: son moléculas que tienen las mismas conexiones átomo a átomo, pero difieren en la orientación espacial de los mismos.
- Enantiómeros: son estereoisómeros de imagen especular no superponible (cada uno es la imagen especular del otro, pero no pueden superponerse en el espacio)
- Diasteroisómeros: lo opuesto a los enantiómeros: estereoisómeros que no tienen una imagen especular entre ellos.

## Representaciones de estructuras esterequímicas

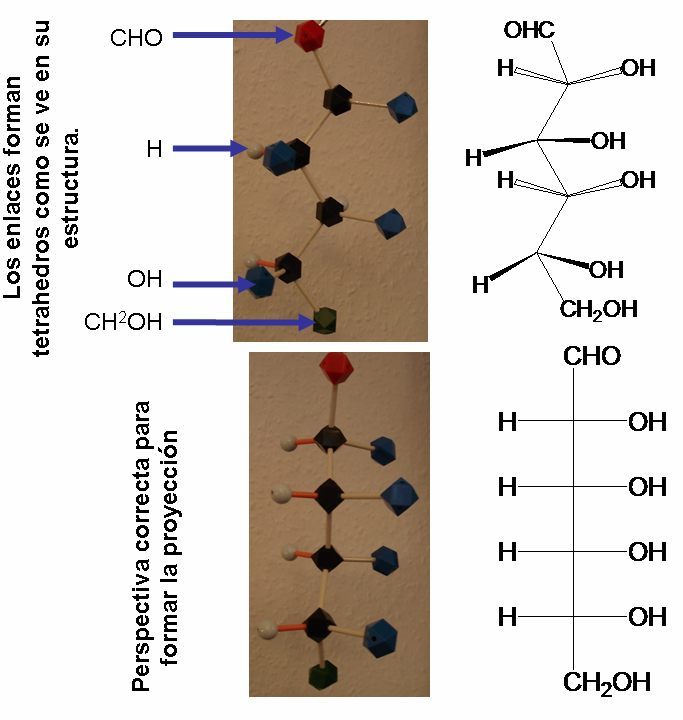
Proyección de Fisher de una Hexosa.

Los diagramas de cuñas y rayas, se usan para representar moléculas tridimensionales en papel y, a menudo, para simbolizar la estereoquímica de moléculas quirales. Las cuñas punteadas, se usan para mostrar los enlaces que se proyectan detrás del plano del papel y las cuñas oscuras y sombreadas, se usan para mostrar los enlaces que se proyectan fuera del plano del papel. Las líneas ordinarias, se usan para mostrar enlaces que están en el plano del papel.

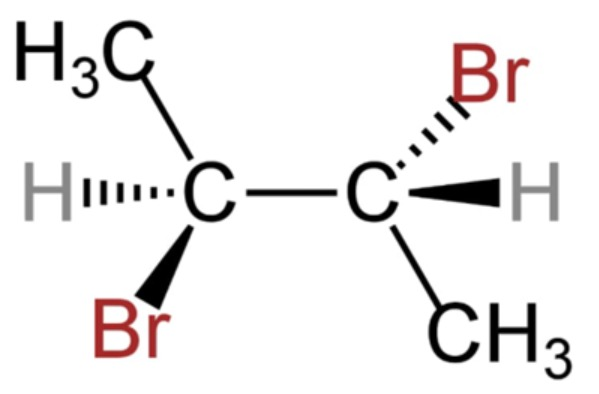
Diagrama de cuñas y rayas del Trans-2,3-dibromo-2,3-dimetilbutano

Las proyecciones de Fischer, son una forma simplificada de representar moléculas estereoquímicas tridimensionales en un diseño bidimensional. Todos los enlaces se dibujan como líneas ordinarias que se cruzan a 90°. Las líneas superior e inferior representan la parte delantera y trasera de la molécula, respectivamente. Una línea lateral representa una cuña discontinua y la otra representa una cuña oscura.

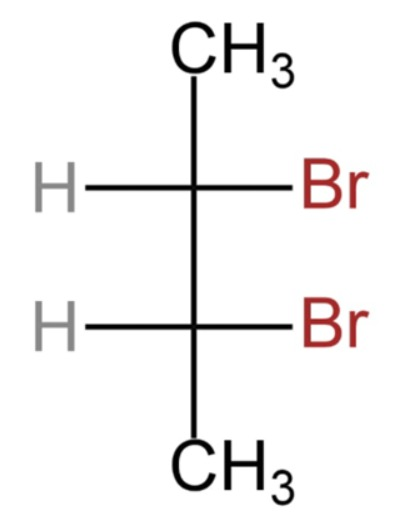
Proyección de Fischer del Cis-2,3-dibromo-2,3-dimetilbutano

Las proyecciones de caballete, se utilizan para ver las moléculas desde una perspectiva en ángulo en lugar de una vista lateral. Los enlaces paralelos representan conformaciones eclipsadas y todos los enlaces antiparalelos pueden representar conformaciones gauche o anti.

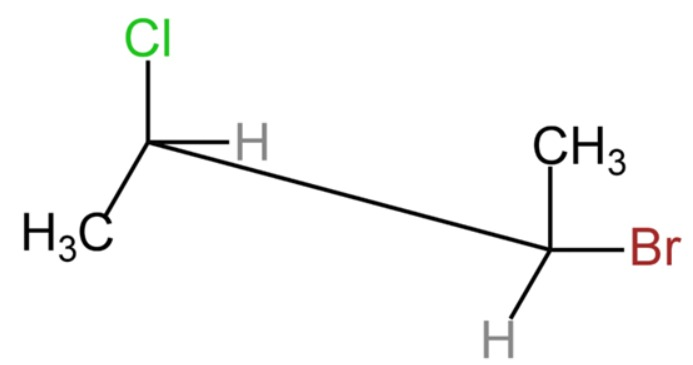
Proyección de caballete del 2-bromo-3-cloro-2,3-dimetilbutano

Las proyecciones de Newman, se utilizan para visualizar moléculas de adelante hacia atrás a lo largo de un enlace carbono-carbono. El carbono más cercano al espectador es el carbono frontal y el más alejado es el carbono posterior. Los tres átomos unidos al carbono delantero se representan como si estuvieran unidos al centro de un círculo y los átomos unidos al carbono posterior se muestran como viniendo de detrás del círculo. Las proyecciones de Newman se utilizan a menudo como una versión simplificada de las proyecciones de caballete.

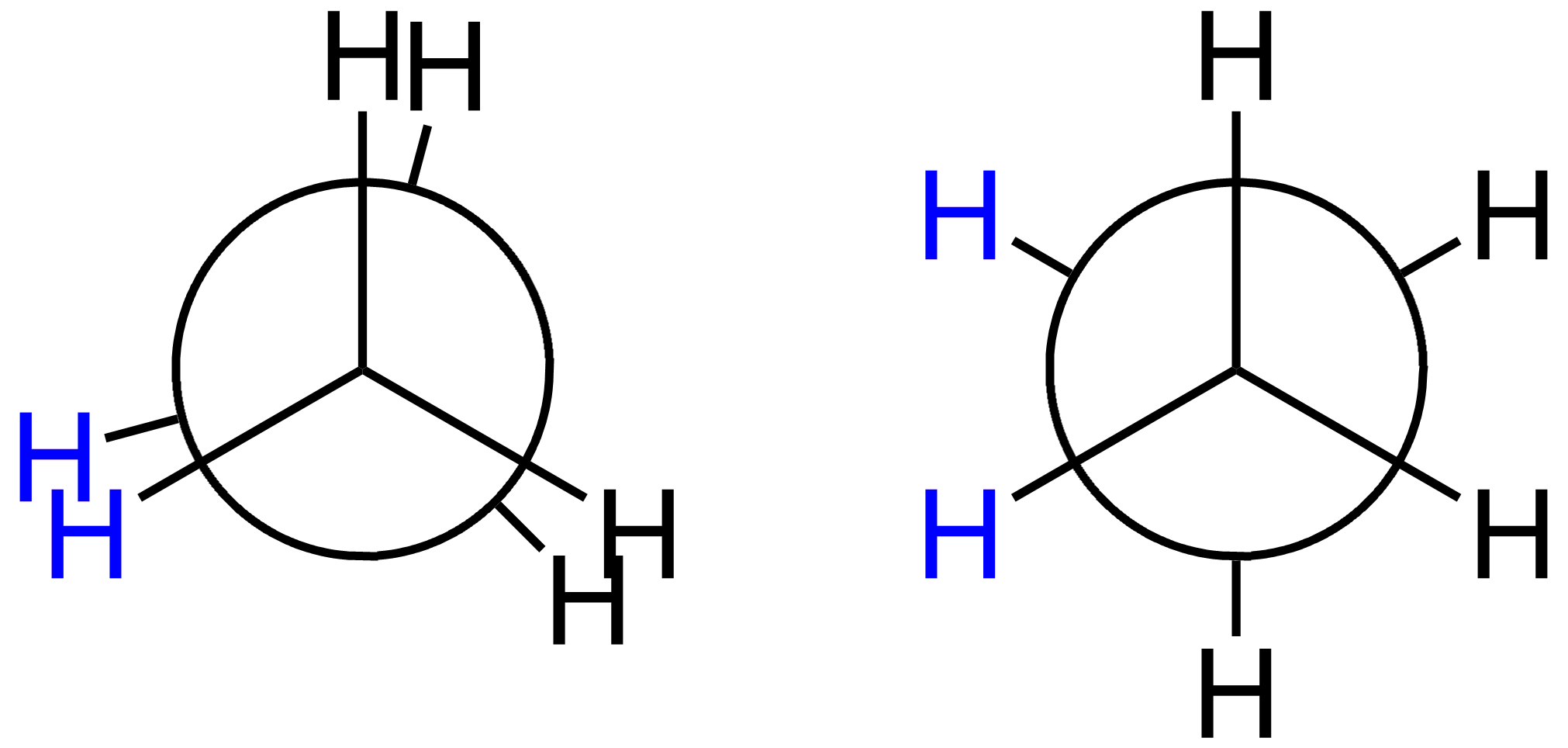
Representación en proyección de Newman de la molécula de etano, con una conformación eclipsada a la izquierda y gauche a la derecha

## Importancia de la estereoquímica
La estereoquímica es de gran relevancia en el área de polímeros. Por ejemplo, el hule natural consiste en unidades repetitivas de cis-poliisopreno, casi en un 100%, mientras que el hule sintético consiste de unidades de trans-poliisopreno o una mezcla de ambas. La resiliencia de ambos es diferente y las propiedades físicas del caucho natural siguen siendo muy superiores de las propiedades físicas del sintético.
Otros casos de importancia incluyen al poliestireno y al polipropileno, cuyas propiedades físicas son incrementadas cuando su tacticidad es la correcta.
En la medicina, el caso más representativo acerca de la importancia de la estereoquímica es el llamado desastre de la talidomida, una droga sintetizada en 1957 en Alemania, prescrita para mujeres embarazadas en el tratamiento de malestares matutinos. Sin embargo, se demostró que la droga podía causar deformaciones en los bebés, tras lo cual se estudió a fondo el medicamento y se llegó a la conclusión de que un isómero era seguro mientras que el otro tenía efectos teratogénicos, causando daños genéticos severos al embrión en crecimiento. El cuerpo humano produce una mezcla racémica de ambos isómeros, aún si solo uno de ellos es introducido.

## Estereoquimica y medicina
Uno de los casos médicos en los que la estereoquímica jugó una mala pasada es el conocido “desastre de la Talidomida”. En el año 1953 una compañía farmacéutica, Ciba, desarrolló este fármaco sin pensar en los resultados que podría tener. Fue comercializado como sedante y calmante para las náuseas producidas durante los primeros meses de embarazo. Se realizaron estudios en diversos animales de laboratorio para comprobar los efectos secundarios, pero no se encontró ninguno. Más tarde se conoció que la talidomida se había dispensado en dosis tan altas que los fetos de los animales embarazados habían fallecido.
Los resultados habían sido falseados y, por consiguiente, el fármaco salió al mercado con problemas serios en su estructura química que podría desencadenar graves problemas en los pacientes que lo ingirieran. Tras múltiples investigaciones se descubrió que existían dos talidomidas distintas, aunque de igual fórmula molecular, en las cuales cambiaba la disposición de los grupos en un carbono en el espacio, cosa que hasta entonces no se tenía en cuenta. Se trataba, por tanto, de una sola molécula con dos enantiómeros. Están pues (según la nomenclatura actual) la forma R (que producía el efecto sedante que se buscaba) y la S (que producía efectos teratogénicos y producía focomelia). Este descubrimiento produjo que a partir de ese momento se tuviese en cuenta la estereoisomería en moléculas, utilizando el sistema R/S actual.
La estereoquímica es indispensable para un buen uso de la química. Es inevitable disponer de estos conocimientos para poder aportar la conformación necesaria a nuestros compuestos químicos. Al haber un simple cambio en la orientación de los grupos funcionales puede suponer un gran cambio en las propiedades de un compuesto, convirtiendo nuestra estructura en un compuesto potencialmente peligroso.